# スベトラーナ・マステルコワ
スベトラーナ・マステルコワ （ロシア語: Светлана Александровна Мастеркова1968年1月17日 - ）は、ロシアの元陸上競技選手。1996年アトランタオリンピック女子800m、1500mの中距離2冠を達成した選手である。
マステルコワは800mの選手として、1991年のソ連の国内大会で優勝し、同年の世界選手権の代表に選ばれる。世界選手権では8位という結果に終わる。その後も同じような結果を残していたが、彼女を苦しめていたのは度重なるけがであった。1994年から1995年のシーズンは競技を離ることとなった。（この間に出産している。）
1996年、競技に復帰したマステルコワはそれまで800m専門の選手であったが、1500mまで範囲を広げることとした。ロシア選手権では両種目を制覇。オリンピックへの出場権を得た。しかし、800mではモザンビークのマリア・ムトラ(Maria Mutola)やキューバのアナ・フィデリア・キロット(Ana Fidelia Quirot)といった強豪選手がおり、マステルコワは優勝候補とは見られていなかった。
しかし、マステルコワはスタートから終始リードし、ついにそのまま1位でゴールし金メダルを獲得。大番狂わせを演じた。しかも800mだけでなく、1500mにおいても同様に金メダルを獲得。1976年モントリオールオリンピックのタチアナ・カザンキナ以来の中距離2冠を達成した。さらにこの年、彼女は1000mと1マイルの世界新記録も樹立している。
1997年のマステルコワは、またしてもけがにより前年のような活躍はできなかった。世界選手権の1500mは途中棄権という結果に終わったが、翌1998年にはヨーロッパ選手権の1500mを制し、2年前の力を取り戻した。1999年の世界選手権でも1500mで優勝。800mではチェコのリュドミラ・フォルマノワ(Ludmila Formanova)に敗れたものの銅メダルを獲得している。この大会が彼女にとって最後のメジャー大会制覇となった。
翌年のシドニーオリンピックにも出場しているが、1500mで途中棄権という結果を残し、この年のシーズンを持って現役を引退した。

## 主な実績
| 年   | 大会                     | 場所                             | 種目  | 結果 | 記録      |
| ---- | ------------------------ | -------------------------------- | ----- | ---- | --------- |
| 1993 | 世界室内陸上選手権       | トロント(カナダ)                 | 800m  | 2位  | 1分59秒18 |
| 1993 | IAAFグランプリファイナル | ロンドン(イギリス)               | 800m  | 3位  | 1分59秒28 |
| 1996 | ヨーロッパ室内陸上選手権 | ストックホルム(スウェーデン)     | 800m  | 3位  | 2分2秒86  |
| 1996 | オリンピック             | アトランタ(アメリカ合衆国)       | 800m  | 1位  | 1分57秒73 |
| 1996 | オリンピック             | アトランタ(アメリカ合衆国)       | 1500m | 1位  | 4分0秒83  |
| 1996 | IAAFグランプリファイナル | ミラノ(イタリア)                 | 1500m | 1位  | 4分11秒42 |
| 1998 | ヨーロッパ陸上選手権     | ブダペスト(ハンガリー)           | 1500m | 1位  | 4分11秒91 |
| 1998 | IAAFグランプリファイナル | モスクワ(ロシア)                 | 1500m | 1位  | 4分3秒79  |
| 1998 | IAAFワールドカップ       | ヨハネスブルグ(南アフリカ共和国) | 1500m | 1位  | 4分9秒41  |
| 1999 | 世界陸上選手権           | セビリヤ(スペイン)               | 800m  | 3位  | 1分56秒93 |
| 1999 | 世界陸上選手権           | セビリヤ(スペイン)               | 1500m | 1位  | 3分59秒53 |
| 1999 | IAAFグランプリファイナル | ミュンヘン(モスクワ)             | 800m  | 3位  | 1分59秒20 |

## 記録
- 800m - 1分55秒87（1999年）
- 1000m - 2分28秒98（1996年）世界記録
- 1500m - 3分56秒77（1996年）
- 1マイル - 4分12秒56（1996年）世界記録